# まごころスーパー特別買い付け部!
『まごころスーパー特別買い付け部!』（まごころスーパーとくべつかいつけぶ!）は、ますだこうじによる日本の漫画作品。『週刊コミックバンチ』（新潮社）にて、2003年6号から2003年21・22合併号まで連載された。『日本人が食べたいほんもの』（向笠千恵子）原案。

## 登場人物
新野耕平
まごころスーパーの社員。会長の道楽で新設された特別買い付け部に主任として転属する。ご飯が大好き。「客は家族と同様」と親身な姿勢で仕事に取り組んでいる。ただ安ければ良いという考えではなく、食材の安全性や価格に見合う納得できる味に拘った仕入れに奔走する。非常に優れた味覚の持ち主。
土畑守
特別買い付け部の一員。勤務中に酒を飲むグータラ部員だが、食材に対する知識は豊富。かつては凄腕バイヤーだったが、借金を背負わせてしまった農家が自殺したために自責の念に駆られ、バイヤーを辞める。特別買い付け部が作られる前は社員食堂にいた。
豊倉茂美
特別買い付け部に転属された社員。

## 出てきた食材
- うどん
- カキ
- 干物
- 卵
- 納豆
- 漬物
- 有機玉葱